# 北畠顯信
北畠顯信（きたばたけ あきのぶ，1320年—1380年），南北朝時代公卿。北畠親房次子。北畠顯家之弟。任左近衛少将，称春日少将。号土御門入道。任南朝从一位右大臣。

## 生平
延元元年/建武3年（1336年）在伊勢国起兵，援助後醍醐天皇遷幸，任官伊勢国司。延元3年/历应元年（1338年）北畠顯家死後，任命鎮守府将軍，他和父親親房奉後醍醐天皇皇子義良親王、宗良親王共赴陸奥国、途中遇到暴風，返回吉野。翌年，再到陸奥，攻下国府多賀城。結果北朝方反撃，南朝军失敗。于是他们据守灵山城，糾合周边豪族。正平2年/貞和3年（1347年）灵山城陷落。顕信北畠顯信退到出羽国滴石城（岩手县雫石町）。正平6年/观应2年（1351年）羽州国府寺阿谷之战，击败吉良軍。11月广濑川之战北朝軍崩溃。結果奪還多賀城成功，翌年吉良貞家收复多賀城。北畠顯信和守永親王退到宇津峰城（福島县），后来他回到吉野担任右大臣。

## 家族

### 父
- 北畠親房 - 准三宮

### 母
- 春日局

### 子
- 北畠信親 - 「北畠源中納言」。
- 北畠守親 - 陸奥国司
- 北畠親統

### 女
- 《南朝系图》作北畠信子，是後龜山天皇的中宫